# ポーランド音楽情報センター
ポーランド音楽情報センター（Polskie Centrum Informacji Muzycznej）はワルシャワにある、ポーランド在住（または出身）の音楽家についての情報を扱う機関。アメリカ合衆国・南カリフォルニア大学にある Polish Music Center とは別個の団体。
例外を含むものの、原則的にはクラシック音楽についての施設である。「世界で最もポーランドの音楽家に詳しい情報施設」を目指し、存命中のポーランドの作曲家の作品がオンラインデータベース (Nowa Muzyka Polska) で全曲照会できるなど、世界最高水準の情報量を誇る。ポーランドの活動中の作曲家はほぼ全員の経歴が公式に登録されるが、早期に海外へ移った若い作曲家については登録されていない者もいる。
またポーランド国内の音楽コンクールやフェスティバルの情報なども定期的に更新され、特に若い世代の活動や受賞について克明に伝えられる。演奏家や音楽学者についての活動もしばしば伝えられることがある。
ホームページはポーランド語と英語で用意されているが、頻繁に更新されているのはポーランド語版であり、英語版の更新はそれほど行われているわけではない。